# Meelis Kanep

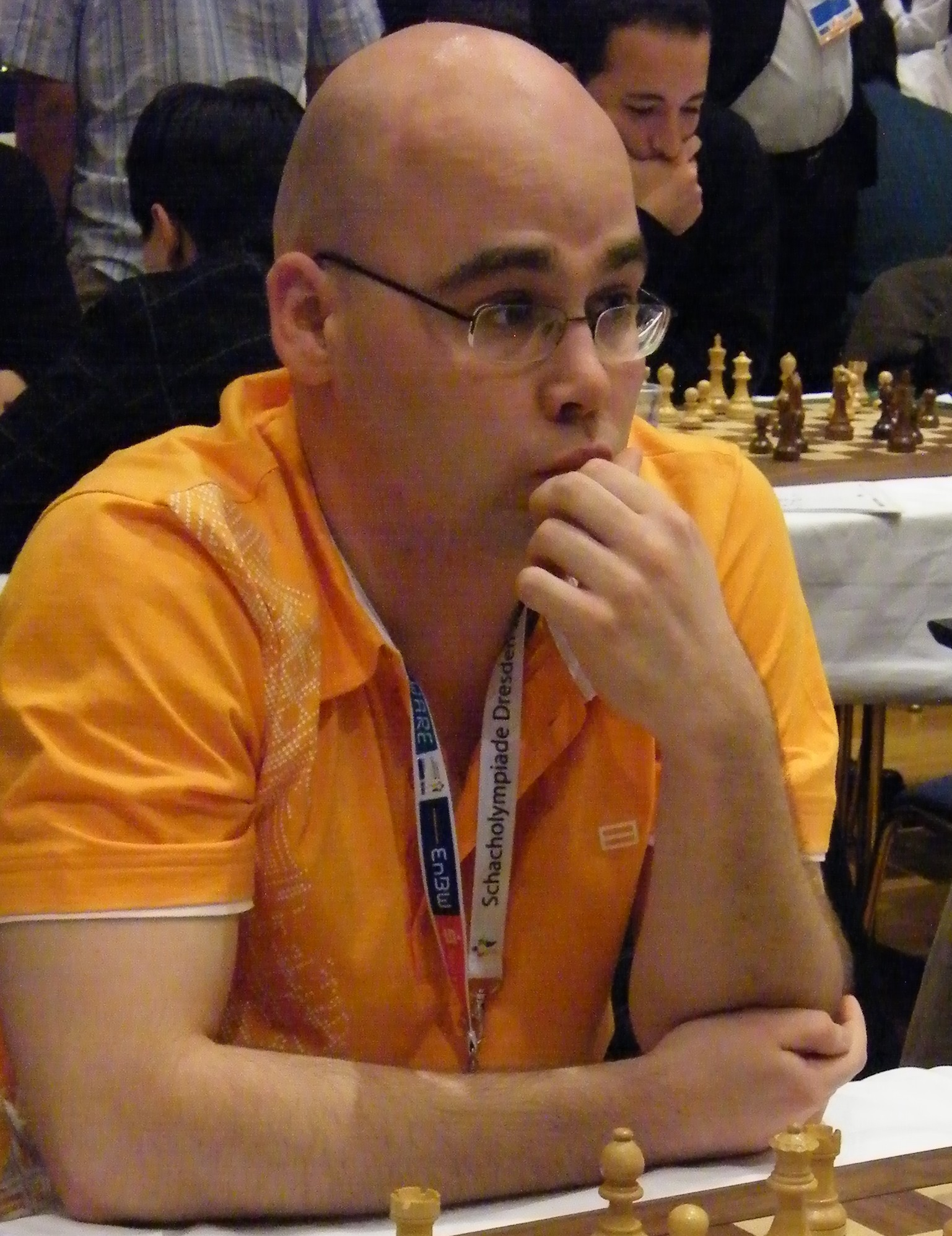
Meelis Kanep (2008).

Meelis Kanep (27 mei 1983) is een Estische schaker met een FIDE-rating van 2507 in 2015. Hij is een grootmeester. 
In november 2002 werd hij internationaal meester, in juni 2006 werd hij grootmeester. 

## Kampioenschap van Estland
Bij de individuele Estische kampioenschappen in Pühajärve in 2001 werd hij gedeeld derde, ook in 2002 in Kilingi-Nõmme eindigde hij als derde, in 2003 in Tallinn als tweede. In 2004, 2005 (7 punten uit 9 rondes) en 2007, steeds in Tallinn, won hij dit kampioenschap. In 2009 in Rakvere werd hij gedeeld derde. 
Met snelschaken behaalde hij bij het kampioenschap van Estland in 2001 de tweede plaats, in 2003 werd hij kampioen. Eveneens in 2003 won hij het jeugdkampioenschap van Estland. In september 2005 won hij in Tallinn het Paul Keres Memorial toernooi. 

## Overige resultaten
Met het nationale tam van Estland speelde hij in vijf Schaakolympiades: 2002, 2004, 2006, 2008 en 2010 en twee keer in het Europees schaakkampioenschap voor landenteams (2003 en 2005). Clubschaak speelt hij behalve in Estland (voor Viljandi Maleseltsi) ook in Finland (aan het eerste bord van EtVaS uit Vantaa). Met EtVaS won hij de Finse competitie in het seizoen 2008/09.
De normen voor het verwerven van de grootmeestertitel behaalde hij bij de Schaakolympiade 2002 in Bled, bij het nationale kampioenschap van Estland van 2005 in Tallinn en eveneens in 2005 in Tallinn bij het Paul Keres Memorial toernooi. In april 2008 had hij met 2535 de hoogste Elo-rating van Estland.
In augustus 2016 werd hij zesde bij het Liepajas Rokade-toernooi.